# Onni Pellinen
Onni Pellinen (n. 14 februarie 1899, Hankasalmi, Marele Principat al Finlandei, Imperiul Rus – d. 30 octombrie 1945, Istanbul, Turcia) a fost un luptător ce a reprezentat Finlanda, medaliat olimpic. A participat la 3 ediții ale Jocurilor Olimpice (1924, 1928, 1932) în care a câștigat două medalii de bronz.